# Ынталы (Мактааральский район)
Ынталы (каз. Ынталы, до 2008 года — Кызылту) — село в Мактааральском районе Туркестанской области Казахстана. Административный центр сельского округа Жолдабая. Код КАТО — 514473100.

## Население
В 1999 году население села составляло 1699 человек (857 мужчин и 842 женщины). По данным переписи 2009 года, в селе проживали 1944 человека (978 мужчин и 966 женщин).